# Rachel Imison
Rachel Imison, född den 16 december 1978 i Palmerston North, Nya Zeeland, är en australisk landhockeyspelare.
Hon tog OS-guld i damernas landhockeyturnering i samband med de olympiska landhockeytävlingarna 2000 i Sydney.